# Roger Karoutchi
Roger Karoutchi (26 de agosto de 1951, Casablanca) es un político francés de origen marroquí. Entre los cargos que ha ocupado se cuentan el de consejero regional de la Île-de-France de 1992 a 2015, diputado al Parlamento Europeo de 1997 a 1999 y senador de Hauts-de-Seine de 1999 a 2007.
En los gobiernos de François Fillon I y François Fillon II, de 2007 a 2009, fue Secretario de Estado de Relaciones con el Parlamento. Tras convertirse en representante permanente de Francia ante la OCDE, regresó a su escaño senatorial en 2011. Desde este puesto, se convirtió en Primer Vicepresidente del Senado de Francia de 2020 hasta 2023.

## Biografía
Roger Karoutchi es hijo de Halter Karoutchi, cirujano dentista, y Sol Fedida, ama de casa. Proviene de una familia de origen judío marroquí de Essaouira, antigua Mogador, que llegó a Marruecos desde Livorno en el Gran Ducado de Toscana en el siglo XVIII. Una parte de la familia Karoutchi emigró a Israel, donde su primo, Mike Karoutchi, era cantante.
Se graduó de licenciado en Historia en 1974, y más tarde obtuvo una maestría en Derecho y fue alumno del Instituto de Estudios Políticos de Aix-en-Provence (del que no se graduó). Laboró como profesor de Historia y Economía en Goussainville (Val-d'Oise) y luego en París, entre 1975 y 1989. Fue Inspector General de Educación Nacional desde 1997.

### Trayectoria política

#### Inicios, en la UDR y luego en la RPR
Roger Karoutchi entró en la política a los 16 años, uniéndose a la Unión de Demócratas por la República (UDR). Delegado nacional de la Agrupación por la República (RPR), encargado de la juventud de 1981 a 1985, secundó en 1981 a Nicolas Sarkozy, entonces presidente del comité de apoyo de la juventud a la candidatura de Jacques Chirac a las elecciones presidenciales, antes de convertirse en delegado nacional de la juventud del RPR, y luego encargado de misión del secretario general del RPR (1985-1986).
Como delegado nacional de las Juventudes del RPR, creó las primeras universidades de verano de un movimiento político en Francia. Su equipo incluyó a personalidades políticas como Renaud Muselier y Thierry Mariani.

#### Colaborador de Philippe Séguin
A partir de 1986, se unió a Philippe Séguin como encargado de misión del ministro de Asuntos Sociales y Empleo (1986-1988). Fue luego su jefe de gabinete de 1993 a 1997, cuando éste era presidente de la Asamblea Nacional, luego su asesor político cuando era presidente del RPR, entre 1997 y 1999. Al igual que él, apoyó a Jacques Chirac en las elecciones presidenciales de 1995.
Durante estos años, ocupó simultáneamente diversos cargos en el RPR: delegado nacional de formación (1989), miembro del consejo nacional, secretario nacional encargado de la administración general y de las actividades (1998-1999), secretario nacional de elecciones y, posteriormente, de política europea y de administración general (1999).

#### Consejero Regional de Isla de Francia
Fue elegido consejero regional de la Île-de-France en 1992. Fue presidente del grupo RPR (1998-2002), luego del grupo UMP (2002-2010) en el consejo regional, pero fue derrotado en las primarias de las elecciones regionales de 2010 por Valérie Pécresse, que obtuvo el 59.9% de votos.
En septembre 2013, anunció que no volvería a ser candidato a las primarias de la UMP en vista de las elecciones regionales previstas para 2015 y se unió al partido de Valérie Pécresse.

#### Miembro del Parlamento Europeo y luego senador
Se convirtió en miembro del Parlamento Europeo en 1997, tras la muerte de Michel Debatisse . En el Parlamento Europeo fue miembro del grupo conservador Unión por Europa (UPE) y luego, tras las elecciones de junio de 1999, en las que fue reelegido, del grupo PPE-DE. Dimitió unos meses más tarde, en diciembre de 1999, tras su entrada en el Senado para sustituir a Charles Pasqua, que había dimitido poco antes. Sirvió allí hasta su nombramiento en el gobierno en 2007.

#### Miembro del gobierno

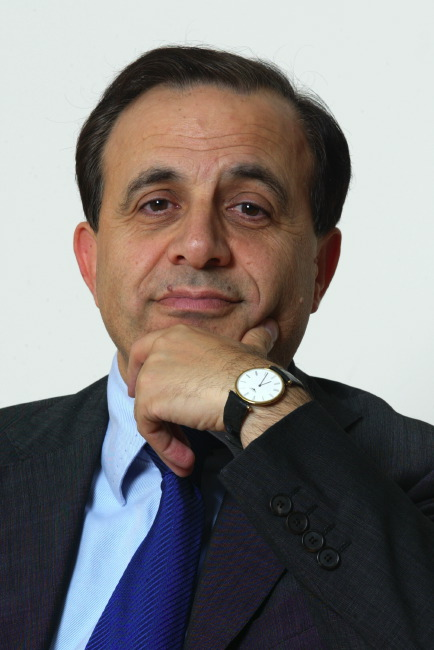
Roger Karoutchi en 2007.

Apoyó activamente a Nicolas Sarkozy durante la campaña presidencial de 2007. Tras su elección, fue Secretario de Estado de Relaciones con el Parlamento entre 2007 y 2009.
Durante las elecciones municipales de 2008, Roger Karoutchi fue elegido en la lista del mitin asociativo UMP-DVD de Villeneuve-la-Garenne.
Fue también secretario funcional nacional responsable de las federaciones de la UMP y presidente fundador de la Federación Nacional de Representantes Electos Regionales (FNER), que reunía a representantes electos regionales de derecha y de centro desde julio de 1998.
Durante la reorganización del 23 de junio de 2009, no fue reelegido en sus funciones ministeriales. Poco después fue nombrado representante permanente de Francia ante la OCDE, cargo que ocupó hasta agosto de 2011.

#### Regreso al Senado y responsabilidades ante la UMP y LR
El 18 de junio de 2012, lanzó su propio movimiento político, llamado «Manifestación gaullista»,  con la intención de participar del congreso de noviembre de 2012 de la UMP. Con vistas a este congreso, apoyó también la candidatura de Jean-François Copé, de quien se convirtió en director de campaña.
En enero de 2013, en el marco de un liderazgo compartido entre Jean-François Copé y François Fillon, se convirtió en vicepresidente de la UMP junto a otras cinco figuras del partido, en  adición del vicepresidente adjunto Luc Chatel, que había estado en el cargo desde noviembre de 2012.
Tras la renovación de la mitad del Senado en septembre 2014, presentó su candidatura para presidir el grupo UMP. No obstante, fue derrotado por Bruno Retailleau, senador de Vendée apoyado por François Fillon, Gérard Larcher y Jean-Pierre Raffarin.
El 9 de diciembre de 2014, Nicolas Sarkozy, presidente electo de la UMP, lo nombró vicepresidente de la comisión nacional de investidura. El 8 de enero de 2016, se convirtió en secretario general adjunto del partido (que se convirtió pasó a llamarse Les Républicains) y en el responsable de las elecciones. Apoyó a Nicolas Sarkozy para la primera vuelta de las primarias presidenciales republicanas de 2016. El 29 de agosto de ese año fue nombrado coordinador adjunto de campaña. Tras la eliminación de Nicolas Sarkozy, dio su apoyo a François Fillon.
En 2021, se convirtió en presidente del grupo de amistad Francia-Israel en el Senado. Dos años después solicitó que el gobierno francés «castigue severamente» a las personas que «no apoyan a Israel y abogan por el terrorismo».
En septiembre de 2024, aunque se había declarado candidato a la presidencia del grupo Les Républicains en el Senado, finalmente retiró su candidatura  En octubre de 2024, en el seno del grupo de los Republicanos del Senado, creó el club político «Les Sages du Palais», «formado por senadores experimentados, que rechazan el juventudismo agresivo, el degagismo exacerbado, el wokismo que pretende regimentarnos».

### Vida privada
El 23 de janvier de 2009, en una entrevista con AFP, Karoutchi reveló de forma pública su homosexualidad, lo que lo convirtió en el primer ministro en funciones en la historia de Francia en salir del armario. Unos años más tarde, confirmó haber concluido un «matrimonio de conveniencia» con una amiga con quien contrajo nupcias a principios de la década de 1980 para ocultar su homosexualidad.